# Laurențiu Lică
Laurențiu Lică est un joueur roumain de volley-ball né le 11 février 1980. Il mesure 2,00 m et joue attaquant. Il totalise 60 sélections en équipe de Roumanie.

## Clubs
| Club                    | Pays     | De        | À         |
| ----------------------- | -------- | --------- | --------- |
| Petrom Ploiești         | Roumanie | 2002-2003 | 2003-2004 |
| CVM Tomis Constanța     | Roumanie | 2004-2005 | 2004-2005 |
| GFCO Ajaccio            | France   | 2005-2006 | 2005-2006 |
| Beauvais OUC            | France   | 2006-2007 | 2007-2008 |
| CVM Tomis Constanța     | Roumanie | 2008-2009 | 2008-2009 |
| Montpellier UC          | France   | 2009-2010 | 2009-2010 |
| Chaumont Volley-Ball 52 | France   | 2010-2011 | 2011-2012 |
| Martigues Volley-Ball   | France   | 2012-2013 | 2012-2013 |
| Universitatea Craiova   | Roumanie | 2013-2014 | 2016-2017 |
| Tricolorul LMV Ploiești | Roumanie | 2017-2018 | 2017-2018 |
| Universitatea Craiova   | Roumanie | 2018-2019 | ...       |

## Palmarès
- Championnat de Roumanie (1)
  - Vainqueur : 2009
- Coupe de Roumanie (1)
  - Vainqueur : 2009
- Coupe de France (1)
  - Vainqueur : 2008
  - Finaliste : 2010